# Linn Boyd
Linn Boyd (ur. 22 listopada 1800 w Nashville, zm. 17 grudnia 1859 w Paducah) – amerykański polityk.

## Życiorys
Urodził się 22 listopada 1800 roku w Nashville. Wychował się w hrabstwie Trigg, a następnie przeniósł się do hrabstwa Calloway, gdzie zajmował się rolnictwem. W latach 1827–1832 zasiadał w legislaturze stanowej Kentucky, a dwa lata po zakończeniu urzędowania powrócił do hrabstwa Trigg. W tym samym roku został wybrany z ramienia Partii Demokratyczno-Republikańskiej do Izby Reprezentantów. Zasiadał tam dwa lata, bowiem w 1836 roku nie uzyskał reelekcji. W 1838 ponownie wygrał wybory, objął mandat posła w izbie niższej i sprawował go do 1855 roku. Przez ostatnie dwie kadencje (1851–1855) pełnił funkcję spikera Izby. Po zakończeniu działalności publicznej osiadł w Pacudah. W 1859 roku został mianowany wicegubernatorem Kentucky, lecz gdy zwołano Senat stanowy, Boyd był zbyt chory, by przewodniczyć obradom. Zmarł 17 grudnia 1859 roku w Pacudah.